# بورجا ناوارو (بازیکن فوتبال، زاده ۱۹۸۸)
بورجا ناوارو (انگلیسی: Borja Navarro؛ زادهٔ ۱۳ مهٔ ۱۹۸۸) بازیکن فوتبال اهل اسپانیا است.
از باشگاه‌هایی که در آن بازی کرده‌است می‌توان به باشگاه فوتبال رئال بتیس اشاره کرد.